# Bisenti
Bisenti est une commune de la province de Teramo dans les Abruzzes en Italie.

## Administration

### Liste des maires (sindaci) successifs
| Période                                  | Période | Identité | Étiquette | Qualité |
| ---------------------------------------- | ------- | -------- | --------- | ------- |
|                                          |         |          |           |         |
| Les données manquantes sont à compléter. |         |          |           |         |

### Hameaux
Acquadosso, Chioviano, Chioviano di Sotto, Collemarmo, Piedifinati, Rufiano, San Martino, San Nicola, San Pietro, Scipione, Troiano

### Communes limitrophes
Arsita, Castel Castagna, Castelli, Castiglione Messer Raimondo, Cellino Attanasio, Cermignano, Penne (PE)